# シャインポスト
『シャインポスト』（SHINE POST）は、コナミデジタルエンタテインメントとストレートエッジが共同で手掛けるメディアミックス作品。駱駝が執筆したライトノベルを原作とし、アニメ、ライブ、ゲームなど複数の媒体で展開される。

## あらすじ
アイドルユニット『TiNgS』のメンバーである玉城杏夏、青天国春、聖舞理王は、「世界中の人達にアイドルを大好きになってほしい！そのための輝く道標…。それが、シャインポストだよ！」という言葉から大きな夢を抱くが、小さい成果だけしか出すことができなかった。この3人の救いの手として準備されていたのは最強マネージャーだったはずが、「僕、マネージャーはやらないよ」という言葉で現れた、やる気のないような雰囲気が見られた日生直輝だった。しかし、直輝は特別な力を一つ備えていた。アイドルを絶対目指そうとする、光り輝く君と少女たちのストーリーが開幕する。

## 登場人物

### 主人公
日生 直輝（ひなせ なおき）
声 - 山下大輝
TiNgSの人気向上のために用意されたマネージャー。嘘をついている人間が輝いて見えるという特殊な能力を持っており、それ故に嘘まみれの芸能界に失望していたが、春の純粋さにやる気を取り戻してTiNgSのマネージャーになる。根性論者であるが、これにより成功している報われている人物でもある。
駱駝は直輝について、『俺を好きなのはお前だけかよ』の主人公であるジョーロと比較して、丸い人物になるよう、スペックは高い主人公にしつつ前に出過ぎないように、特に恋愛的な描写を入れないように意識して設定した。

### TINGS（ティングス）
ユニットコンセプトは、真実（TRUE）を歌う（SING）理想的で（IDEAL）気高き（NOBLE）少女たち（GIRLS）。所属事務所は「ブライテスト」。デビュー時期はHY:RAINの1年後。小説1巻時点での集客力は40人程度、活動実績は専用劇場でのライブを定期的に実施。
グループ名はメンバー5人の頭文字から命名されているが、本編開始時はゆきもじの2人が脱退しているためその頭文字を小文字とした3人組ユニットTiNgSとなっている。
グループカラーは白。

#### TiNgS（ティングス）
青天国 春（なばため はる）
声 - 鈴代紗弓
年齢:16歳/誕生日:4月28日/身長:160cm/血液型:A型
芸能事務所「ブライテスト」所属。普段は三つ編み眼鏡の姿であり、どんな時であっても前向きな元気っ娘であり、メンバー想いである。メンバー1のアイドルの才能を有しており主にセンター役を務める。
駱駝は春について、『美少女戦士セーラームーン』の月野うさぎのような「ちょっとドジだけど、明るく前向きにみんなを引っ張っていく正統派の主人公像」を目指し、名前は「明るく元気な青春を過ごす」という意味を込め、並べ替えると「青春天国」になるため設定した。
玉城 杏夏（たまき きょうか）
声 - 蟹沢萌子
年齢:15歳/誕生日:1月17日/身長:158cm/血液型:A型
安定した歌唱力およびダンス力でユニットを支えている。性格は冷静で、可愛い外見とは似合っていないタイプである。時折メンバー、および直輝に厳しい発言を出すこともある。イベント等での観客への語り掛けは主に彼女が行い実質的なグループのリーダー格である。
駱駝は杏夏について、「ちゃんとアイドルとして目立ちたい」という気持ちを持ち、いざ芸能界に飛び込んでみて、世の中の厳しい現実につまずいたりするような、葛藤を抱えた、性格的には比較的リアルに寄せたものとして設定した。名前については、アイドルの知識があれば意味がわかるとコメントしている。
聖舞 理王（せいぶ りお）
声 - 夏吉ゆうこ
年齢:14歳/誕生日:9月23日/身長:155cm/血液型:AB型
結構なお調子者で、根拠なき絶対の自信を持っている。また、性格が素直すぎるという観点から、すぐに騙されることがよくある。
駱駝は理王について、春や杏夏との対比として、「これぞラノベのヒロイン！」というような、一番オタク受けしそうなキャラクターとして設定した。

#### ゆきもじ
祇園寺 雪音（ぎおんじ ゆきね）
声 - 長谷川里桃
年齢:16歳/誕生日:8月8日/身長:164cm/血液型:AB型
熱血タイプである少女。両親は共に名のある俳優であり、自身も優れた演技力を持っている。
伊藤 紅葉（いとう もみじ）
声 - 中川梨花
年齢:14歳/誕生日:8月15日/身長:146cm/血液型:A型
芸能事務所「ブライテスト」所属。ダンスの実力は光一であるが、理王が言うには「戦慄するバカ」のレベルであるらしいとしている。

### 絶対アイドル
螢（ほたる）
声 - 大橋彩香
年齢:20歳/誕生日:3月10日/身長:160cm/血液型:AB型

### HY:RAIN（ハイレイン）
ユニットコンセプトは、アイドルを超えたアイドル。所属事務所は「RAINBOW MANAGEMENT」。デビュー時期はTINGSの1年前。小説1巻時点での集客力は1万人規模、活動実績は武道館ワンマンコンサート。
グループカラーはダークパープル。
黒金 蓮（くろがね れん）
声 - 芹澤優
年齢:16歳/誕生日:9月2日/身長:161cm/血液型:B型
唐林 青葉（からばやし あおば）
声 - 高瀬くるみ
年齢:17歳/誕生日:11月11日/身長:165cm/血液型:AB型
唐林 絃葉（からばやし いとは）
声 - 久保田未夢
年齢:12歳/誕生日:5月1日/身長:153cm/血液型:AB型
氷海 菜花（ひうみ なのか）
声 - 高柳知葉
年齢:14歳/誕生日:8月10日/身長:156cm/血液型:A型
苗川 柔（なえかわ やわら）
声 - 香里有佐
年齢:17歳/誕生日:4月2日/身長:168cm/血液型:AB型

### FFF（フライ）
ユニットコンセプトは、新たなる時代を羽ばたくアイドル。所属事務所は「ブライテスト」。デビュー時期はTINGSの約3年前。小説1巻時点での集客力は4万人程度、活動実績はドームツアー。
兎塚 七海（とつか ななみ）
声 - 野口衣織
年齢:17歳/誕生日:7月7日/身長:155cm/血液型:B型
陽本 日夏（ひのもと ひなつ）
声 - 木野日菜
年齢:12歳/誕生日:7月23日/身長:139cm/血液型:B型
梨子木 麗美（なしのき れみ）
声 - ファイルーズあい
年齢:16歳/誕生日:10月24日/身長:154cm/血液型:B型

### ゆらゆらシスターズ
ユニットコンセプトは、千客万来アイドル。所属事務所は「アートナレッジ」。デビュー時期はTINGSの約4年前。小説1巻時点での集客力は年間動員200万人を目標に大小ライブを高頻度で開催、活動実績はスタジアム級ワンマンコンサート。
ナターリャ
声 - 古賀葵
年齢:16歳/誕生日:12月12日/身長:158cm/血液型:O型
広瀬 実唯菜（ひろせ みいな）
声 - 齋藤樹愛羅
年齢:10歳/誕生日:6月23日/身長:135cm/血液型:O型

### ひまわりシンフォニー
ゲームオリジナルのアイドルユニット。ゲーム内に登場する業界最大手級の事務所「アートナレッジ」所属。”絶対アイドル”螢とともに、アイドル業界を支えてきた有名大型アイドルグループに所属しているものの、選抜に入ることができずにいた万年アンダーガールズ達が「ひまわりシンフォニー」という名前をもらうところから物語が始まる。
東江 凪（あがりえ なぎ）
声 - 石川由依
薬師院 亜珠花（やくしいん あすか）
声 - 徳井青空
琴森 愛莉（こともり あいり）
声 - 櫻井もも
南崎 湊（みなみざき みなと）
声 - 若井友希

### LAUGH DiAMOND（ラフダイヤモンド）
コナミデジタルエンタテインメントによるAI歌声ライブラリのプロジェクトとして発表されたユニットだったが、のちに『シャインポスト』のゲームに登場するキャラクターでもあることが明かされた。AI歌声ライブラリでは、芸能事務所に所属するもデビューさせてもらえず、あげく事務所が倒産してしまった状況で活動していくユニットという設定だが、これはゲームが配信されず登場できずにいた当時の現実の状況を元にしたメタ的な設定であった。
篁 響季（たかむら ひびき）
声 - 鈴木杏奈
風祭 朝陽（かざまつり あさひ）
声 - 熊沢世莉奈
小紫 桃果（こむらさき ももか）
声 - 白河みずな
山田 花音（やまだ かのん）
声 - 木戸衣吹

### その他の人物
日生 優希（ひなせ ゆうき）
声 - 小松未可子
「ブライテスト」の社長でFFFのマネージャー。直輝の従姉。かつては自身も絶対的な人気を博すアイドルとして活動していた。過去の事故で右足が不自由になっているため、普段の歩行には杖を使用する。
虎渡 誉（とらわたり ほまれ）
声 - 富田美憂
春の幼馴染で高校のクラスメイト。
菊池 英子（きくち えいこ）
声 - 種﨑敦美
ゆらゆらシスターズのマネージャー。

## 制作背景
三木一馬によると、三木がKADOKAWAを退職した頃の石原明広との食事の際に石原がアイドルオタクという話になって意気投合したことが、企画が生まれるきっかけになったという。駱駝については、本作はアクションやシリアスなストーリーを描くのが得意な作家よりも、現代劇が上手かったりコメディーパートが面白かったりする作家の方が適しているという判断や、速筆であることから起用された。駱駝は石原の監修のもと、どこまで非現実的なことを描いていいのかの塩梅に悩み、御時世的にソロのアイドルが売れることはほぼ不可能だと考えていたが、エンタメを重視して、今の時代に松田聖子のような絶対的なアイドルがいる、ifの世界として設定した。
駱駝は本作はメディアミックス作品であるため、最終的にはライトノベルを普段は読まない人が買うことを想定し、ライトノベルを読み慣れていない人でも読みやすいように王道を意識して執筆している。なお、駱駝は本作を執筆するにあたって、昔のアイドルのバラエティ番組や、ライブ映像などを参考にした。駱駝は初稿は「クソつまんなかった」と自評し、『俺を好きなのはお前だけかよ』の担当編集者の三木一馬からもダメ出しを受けたが、直してからは面白いと思えるようになったという。また、映像がないため、ライブシーンを文字で表現することに一番苦労したという。

## 既刊一覧

### 小説
- 駱駝（著）・ブリキ（イラスト） 『シャインポスト ねえ知ってた？ 私を絶対アイドルにするための、ごく普通で当たり前な、とびっきりの魔法』 KADOKAWA〈電撃文庫〉、既刊3巻（2022年7月8日現在）
  1. 2021年10月10日初版発行（10月8日発売[16]）、ISBN 978-4-04-914044-6
  2. 2022年3月10日初版発行（同日発売[17]）、ISBN 978-4-04-914346-1
  3. 2022年7月10日初版発行（7月8日発売[18]）、ISBN 978-4-04-914537-3

### 漫画
2022年1月27日発売の『月刊コミックアライブ』（KADOKAWA）3月号より同年11月26日発売の2023年1月号まで、かわせみまきこの作画によるコミカライズを連載。
- かわせみまきこ（漫画）・駱駝（原作）・ブリキ（キャラクター原案） 『シャインポスト ねえ知ってた？ 私を絶対アイドルにするための、ごく普通で当たり前な、とびっきりの魔法』 KADOKAWA〈MFコミックス アライブシリーズ〉、全2巻
  1. 2022年7月23日発売[19]、ISBN 978-4-04-681520-0
  2. 2022年12月22日発売[20]、ISBN 978-4-04-681965-9

## テレビアニメ
2022年7月から10月まで日本テレビ『AnichU』枠ほかにて放送された。監督やアニメーター陣、制作スタジオは『ウマ娘 プリティーダービー Season 2』の制作スタッフ陣が担当している。
2022年8月16日には製作スタッフの新型コロナウイルス感染者急増のため、放送スケジュールを変更することが発表された。

### スタッフ
- 原作 - コナミデジタルエンタテインメント、ストレートエッジ[6]
- 世界観設定／小説執筆 - 駱駝[6]
- キャラクター原案 - ブリキ[6]
- 製作 - 柴田邦彦、玉川充、桑原佳子、三木一馬、伊藤太郎、大塚則和、安藤晃義、中西一雄、久保田暁、木皿陽平、大山良
- 企画 - 石原明広
- 企画協力 - ストレートエッジ
- プロデューサー - 鹿子田湧也、田中大樹、今井蘭泉、小瀧健太郎、村嶋詩織、新倉俊哉、山岡勇輝、崔相基、丸山創、利部あゆみ、玉虫秀章
- シリーズ構成 - SPP[6]
- キャラクターデザイン／総作画監督 - 長田好弘[6]
- サブキャラクターデザイン／総作画監督 - 宗圓祐輔[6]
- 総作画監督 - 坂本俊太、清水慶太[6]
- 衣装デザイン - 辻智子
- メインアニメーター - 小畑賢、中島順
- 美術監督 - 松本浩樹
- 美術設定 - 平義樹弥、石原由光（第12話）
- 色彩設計 - 中野尚美
- 撮影監督 - 松井伸哉
- CGディレクター - 吉良柾成
- 編集 - 髙橋歩
- 音響監督 - 森下広人
- 音楽 - 西木康智、伊藤翼[6]
- 音楽プロデューサー - 木皿陽平[6]
- 音楽制作 - ストレイキャッツ、エイベックス・ピクチャーズ
- アニメーションプロデューサー - 増尾将史
- アニメーション制作 - スタジオKAI[6]
- 制作統括 - 古谷大輔
- 助監督 - 成田巧
- 監督 - 及川啓[6]
- 製作 - シャインポスト製作委員会[6]

### 主題歌

#### オープニングテーマ
「ワンダー・スターター」
TINGSによるオープニングテーマ。作詞はヤマダヒロシ、作曲・編曲は高田暁。

#### エンディングテーマ
「パレットガールズ」
TINGSによるエンディングテーマ。作詞はヤマダヒロシ、作曲・編曲はコモリタミノル。
「ワンダー・スターター」
TINGSによる第1話エンディングテーマ。作詞はヤマダヒロシ、作曲・編曲は高田暁。
「一歩前ノセカイ」
TiNgSによる第4話エンディングテーマ。作詞はヤマダヒロシ、作曲・編曲は小松一也。
「Yellow Rose」
TiNgSによる第6話エンディングテーマ。作詞はヤマダヒロシ、作曲は松本俊明、編曲は中土智博。

#### 挿入歌
「Sweet Surrender」
螢（大橋彩香）による挿入歌。作詞はヤマダヒロシ、作曲・編曲は齋藤真也。
「前奏曲」
螢（大橋彩香）による挿入歌。作詞はヤマダヒロシ、作曲は来生たかお、編曲はミト。
「TOKYO WATASHI COLLECTION」
TiNgSによる挿入歌。作詞はヤマダヒロシ、作曲・編曲は宮野弦士。
「Be Your Light!!」
TINGSによる挿入歌。作詞はヤマダヒロシ、作曲・編曲は河田貴央。
「GYB!!」
HY:RAINによる挿入歌。作詞はヤマダヒロシ、作曲・編曲はNA.ZU.NA。
「On Your Mark!!」
TINGSによる挿入歌。作詞はヤマダヒロシ、作曲は山崎燿、編曲は渡辺拓也。

### 各話リスト
| 話数   | サブタイトル               | 脚本     | 絵コンテ | 演出                   | 作画監督                                                                       | 総作画監督                                 | 初放送日       |
| ------ | -------------------------- | -------- | -------- | ---------------------- | ------------------------------------------------------------------------------ | ------------------------------------------ | -------------- |
| 第1話  | 青天国春は《輝かない》     | 駱駝     | 及川啓   | 佃泰佑                 | 長田好弘 中島順                                                                | 長田好弘                                   | 2022年 7月13日 |
| 第2話  | 青天国春は《不安定》       | 駱駝     | 及川啓   | 成田巧                 | ハニュー 福田佳太                                                              | 宗圓祐輔                                   | 7月20日        |
| 第3話  | 《引き立て役》の玉城杏夏   | 駱駝     | 成田巧   | にしづきあらた         | 中島順 河野敏弥 石崎裕子 吉田翔太                                              | 長田好弘 清水慶太                          | 7月27日        |
| 第4話  | 玉城杏夏は《目立たない》   | 駱駝     | 及川啓   | 佃泰佑                 | 坂本俊太 ハニュー 小畑賢 泉坂つかさ 芝田千紗                                   | 坂本俊太                                   | 8月3日         |
| 第5話  | 《我侭》な聖舞理王         | 駱駝     | 成田巧   | 臼井文明               | 桐谷真咲 寺井佳史 降籏秀吉 芝田千紗                                            | 長田好弘                                   | 8月10日        |
| 第6話  | 聖舞理王は《褒められたい》 | 駱駝     | 及川啓   | 吉川志我津             | 中島順 ハニュー 桐谷真咲 芝田千紗 降旗秀吉 泉坂つかさ                          | 宗圓祐輔                                   | 8月17日        |
| 第7話  | 伊藤紅葉は《戻らない》     | 樋口達人 | 及川啓   | 宅野誠起               | 小畑賢 冨永一仁 芝田千紗 佐賀野桜子 泉坂つかさ                                 | 清水慶太 今西亨 福田佳太                   | 8月31日        |
| 第8話  | 祇園寺雪音は《許せない》   | 樋口達人 | 及川啓   | 高田昌宏               | 長森佳容 田中穣 武内啓 芝田千紗 Revival ONE ORDER RadPlus                      | 坂本俊太 長田好弘 今西亨 福田佳太          | 9月7日         |
| 第9話  | 青天国春は《信じない》     | 樋口達人 | 及川啓   | 本間修                 | ハニュー 中島順 冨永一仁 寺井佳史 降籏秀吉 伊藤幸 藤田晋也 塚本智也            | 長田好弘 今西亨 坂本俊太                   | 9月14日        |
| 第10話 | 黒金蓮は《戻りたい》       | 樋口達人 | 及川啓   | スタジオKAI 吉川志我津 | 松本淑恵 池津寿恵                                                              | スタジオKAI 福田佳太 今西亨                | 10月5日        |
| 第11話 | 玉城杏夏は《挫けない》     | 樋口達人 | 及川啓   | 佃泰佑                 | 坂本俊太 桐谷真咲 冨永一仁 芝田千紗 秋月彩                                     | 宗圓祐輔 坂本俊太                          | 10月12日       |
| 第12話 | TINGSは《輝かない》        | 樋口達人 | 及川啓   | 成田巧                 | 中島順 ハニュー 桐谷真咲 冨永一仁 小畑賢 藤本さとる 降籏秀吉 芝田千紗 藤田晋也 | 長田好弘 宗圓祐輔 坂本俊太 福田佳太 今西亨 | 10月19日       |

### 放送局
| 放送期間                                         | 放送時間                                            | 放送局          | 対象地域   | 備考                                                               |
| ------------------------------------------------ | --------------------------------------------------- | --------------- | ---------- | ------------------------------------------------------------------ |
| 2022年7月13日 - 10月19日                         | 水曜 1:29 - 1:59（火曜深夜）                        | 日本テレビ      | 関東広域圏 | 製作参加 / 『AnichU』枠                                            |
| 2022年7月14日 - 9月15日 2022年10月7日 - 10月21日 | 木曜 21:00 - 21:30 金曜 22:00 - 22:30               | AT-X            | 日本全域   | CS放送 / 字幕放送 / リピート放送あり                               |
| 2022年7月15日 - 9月16日 2022年12月27日           | 金曜 0:30 - 1:00（木曜深夜） 火曜 23:30 - 水曜 1:00 | BS日テレ        | 日本全域   | 製作参加 / BS放送 / 『アニメにむちゅ〜』枠 第10話以降は3話連続放送 |
| 2022年10月7日 - 12月23日                         | 金曜 2:00 - 2:30（木曜深夜）                        | BS12 トゥエルビ | 日本全域   | BS放送 / 『アニメ26』枠                                            |

| 日本テレビ 水曜 1:29 - 1:59（火曜深夜） | 日本テレビ 水曜 1:29 - 1:59（火曜深夜）           | 日本テレビ 水曜 1:29 - 1:59（火曜深夜）                 |
| 前番組                                  | 番組名                                            | 次番組                                                  |
| --------------------------------------- | ------------------------------------------------- | ------------------------------------------------------- |
| トモダチゲーム                          | シャインポスト 【ここまで深夜アニメ枠『AnichU』】 | ぴーすおぶけーき 【ここから深夜ドラマ枠】               |
| 日本テレビ AnichU                       |                                                   |                                                         |
| トモダチゲーム                          | シャインポスト 【ここまで水曜 1:29 - 1:59に放送】 | EDENS ZERO（再放送） 【ここから水曜 1:59 - 2:29に放送】 |

### BD
| 巻   | 発売日        | 収録話         | 規格品番  |
| ---- | ------------- | -------------- | --------- |
| BOX1 | 2023年2月22日 | 第1話 - 第6話  | TCBD-1344 |
| BOX2 | 2023年3月24日 | 第7話 - 第12話 | TCBD-1345 |

## ゲーム
『シャインポスト Be Your アイドル！』のタイトルでコナミデジタルエンタテインメントより2025年6月5日に発売された。プラットフォームはNintendo Switch 2で、同機種のローンチタイトルの1作となる。ジャンルはアイドル×経営シミュレーション。石原明広がプロデューサーを務める。
アイドル事務所を経営しつつ育成したアイドルの武道館ライブを成功させるメインモードと、小説・アニメの世界設定に基づいたストーリーが描かれる「ヒロインストーリーズ」というモードがあり、後者のシナリオを駱駝が担当している。
発表当初はモバイルゲームでの展開を予定していたが、2025年1月7日にコンシューマプラットフォームへの変更が発表された。プラットフォームの変更によりゲームの目的も変化したという。「ヒロインストーリーズ」はモバイル版の開発で蓄積したデータをお蔵入りさせない為に石原の意向で追加された。
歌唱部分には、CeVIOやVoisonaなどを開発しているテクノスピーチによるAI歌声合成技術が採用されており、キャラクターのメンタルや育成状況によって歌い方が変化する。AIの合成音声の問題が顕在化してきた時期であったことから、演者の権利関係にも配慮している。
メインモードは5年以内に武道館ライブを成功させることがグッドエンドの条件である。ゲーム開始時には「偶然遺産が入った」という設定で事務所を設立するが、運営を続けるには資金不足であるため、序盤から金策を必要とする設計となっている。しかし金策に時間を使うとライブが開催できずキャラクターのメンタルが悪化しパフォーマンスが落ち人気が出ない、ライブは資金不足でも開催が可能であるため赤字で開催を続けると資金ショートで破産し主人公は借金返済のために過酷な労働を行うというエンディングでゲームオーバーとなる。また武道館ライブが実現しても赤字ではバッドエンドになるなど、事務所の経営とアイドルのマネージメントの両立が求められるゲームとなっている。ゲーム開始時にチュートリアルやガイドは無く、周回プレイを意識しているがデータ引き継ぎが無いなど難易度は高めに設定されており、アイドル事務所の経営シミュレーションとしても本格的な仕上がりとなっている。プレイヤーの一人称を選択できるが、ディレクターの永島盛日人が「僕」「私」「俺」だけでは少ないと感じ、開発チーム内で募集した「儂」「妾」「余」「朕」「麿」を追加した。

## ライブ
- TINGS LIVE JOURNEY
  - ep.00 ～Prelude～ Mini Live Event “Wanna be your SHINEPOST!!!!!”（2021年11月21日、YOANI Live Station）[34]
  - ep.01 ～Departure～ Mini Live Event “Black or White? SPRING BOUT”（2022年5月14日、山野ホール）[35]
  - ep.02 “Re-Live” with HY:RAIN & HOTARU（2023年3月11日、中野サンプラザ）[36]
- シャインポスト TINGS Virtual LIVE 2025 “Another Re-LIVE“（2025年10月29日（予定）、＠ZeppShinjuku）

## イベント
- 『シャインポスト』重大発表イベント（2021年10月26日、タワーレコード新宿）[37]
- TVアニメ「シャインポスト」第1話ワールドプレミア!!!!!（2022年5月14日、山野ホール）[35]
- TVアニメ「シャインポスト」第1話＆第2話先行上映会＆トークショー（2022年6月18日、ユナイテッド・シネマ豊洲）[38]

### ユニットメンバー
1. ↑  青天国春（鈴代紗弓）、玉城杏夏（蟹沢萌子）、聖舞理王（夏吉ゆうこ）、祇園寺雪音（長谷川里桃）、伊藤紅葉（中川梨花）